# Wandrille Lefèvre
Pour les articles homonymes, voir Lefèvre.
Wandrille Lefèvre est un ancien joueur franco-canadien de soccer et international canadien, né le 17 décembre 1988 à Chartres (Eure-et-Loir, France). Il évolue au poste de défenseur central.

## Biographie
Wandrille Lefèvre joue avec les équipes de jeunes de l'OC Perpignan, un club satellite du Montpellier HSC, de 1998 à 2003. Avec sa famille, il déménage à Montréal où il continue le soccer avec le club de Montréal-Concordia.
Il obtient son baccalauréat au Collège Stanislas. En 2007, il rejoint l'Université de Montréal et évolue avec les Carabins en championnat universitaire.
En 2011, il intègre l'Académie de l'Impact de Montréal et évolue avec l'équipe U21 en Ligue canadienne de soccer.
À l'issue de la saison 2012, il rejoint l'équipe première de l'Impact de Montréal pour sa tournée d'après-saison en Italie disputant un match contre l'équipe réserve de l'ACF Fiorentina.
Il participe à la préparation de la saison 2013 avec l'équipe première de l'Impact avec qui il remporte la Walt Disney World Pro Soccer Classic. Il signe son premier contrat professionnel le 26 février 2013 en même temps que son camarade Maxim Tissot.
Il obtient la citoyenneté canadienne le 2 juillet 2015 et n'est à ce titre plus considéré comme étranger en MLS.
Il est aussi diplômé d'un baccalauréat trilingue de HEC Montréal en comptabilité professionnelle, il est d'ailleurs Membre de l’Ordre des Comptables professionnels agréés du Québec.
Ne parvenant pas à s'imposer comme titulaire au sein de la formation montréalaise, son contrat est rompu le 18 janvier 2018 après six années à l'Impact.
Après une année d'inactivité sportive, pendant laquelle il conforte une activité de conseiller en financement et en transfert d’entreprises, il rejoint, en février 2019, l'AS Blainville, l'équipe championne de la Première Ligue de soccer du Québec.

## Sélection nationale
Le 2 juillet 2015, il obtient officiellement la citoyenneté canadienne après onze ans de vie à Montréal et au Canada, devenant ainsi éligible pour jouer avec l'équipe du Canada de soccer.
Il fait ses débuts avec le Canada le 13 octobre, disputant les 90 minutes dans un match amical de 1-1 contre le Ghana. Il est appelé pour la première fois pour un match officiel le 6 novembre pour la quatrième ronde de qualification de la CONCACAF pour la Coupe du monde 2018 en Russie.

## Palmarès
- Avec  Impact de Montréal:
  - Championnat canadien (2) : 2013 et 2014
  - Walt Disney World Pro Soccer Classic (1) 2013

## Statistiques
| Saison                | Club                  | Championnat           | Championnat | Championnat | Coupe(s) nationale(s) | Coupe(s) nationale(s) | Compétition(s) continentale(s) | Compétition(s) continentale(s) | Compétition(s) continentale(s) | Séries | Séries | Total | Total |
| Saison                | Club                  | Division              | M.          | B.          | M.                    | B.                    | Comp.                          | M.                             | B.                             | M.     | B.     | M.    | B.    |
| 2011                  | Impact de Montréal    | NASL                  | 2           | 0           | 0                     | 0                     | -                              | -                              | -                              | -      | -      | 2     | 0     |
| 2013                  | Impact de Montréal    | MLS                   | 6           | 0           | 1                     | 0                     | LCC                            | 2                              | 0                              | 0      | 0      | 9     | 0     |
| 2014                  | Impact de Montréal    | MLS                   | 14          | 0           | 2                     | 0                     | LCC                            | 3                              | 0                              | -      | -      | 19    | 0     |
| 2015                  | Impact de Montréal    | MLS                   | 11          | 2           | 3                     | 0                     | LCC                            | 0                              | 0                              | 0      | 0      | 14    | 2     |
| 2016                  | Impact de Montréal    | MLS                   | 13          | 0           | 0                     | 0                     | -                              | -                              | -                              | 1      | 0      | 14    | 0     |
| 2017                  | Impact de Montréal    | MLS                   | 3           | 0           | 3                     | 0                     | -                              | -                              | -                              | -      | -      | 6     | 0     |
| 2017                  | Fury d'Ottawa (prêt)  | USL                   | 2           | 0           | -                     | -                     | -                              | -                              | -                              | -      | -      | 2     | 0     |
| Total sur la carrière | Total sur la carrière | Total sur la carrière | 54          | 2           | 11                    | 0                     | -                              | 5                              | 0                              | 1      | 0      | 71    | 2     |